# Adularyzacja

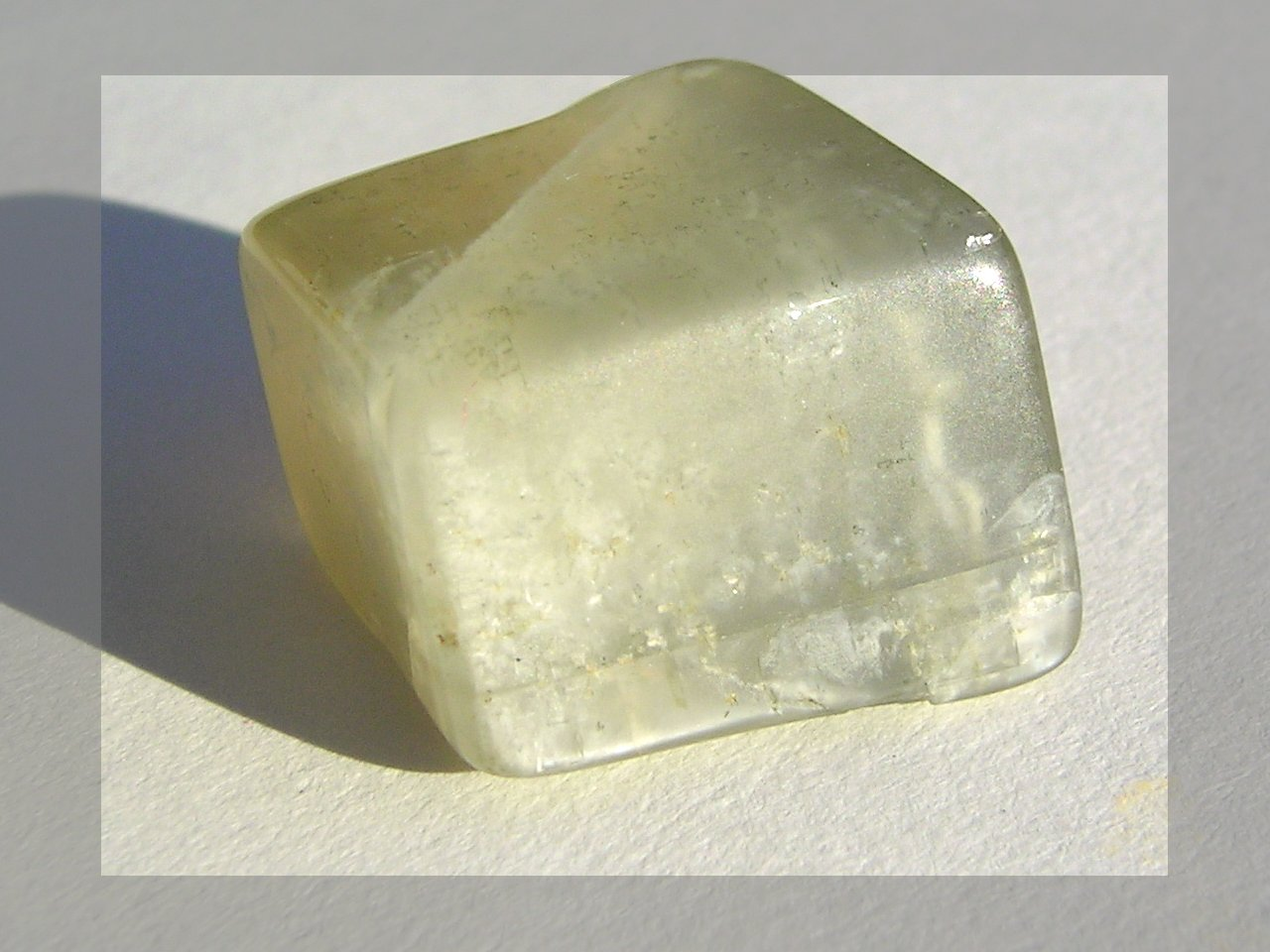
widoczne zjawisko adularyzacji

Adularyzacja – rodzaj opalescencji odznaczający się charakterystyczną perłowo-białą, srebrzysto-mleczną bądź srebrzysto-błękitną poświatą obserwowaną w skaleniach.
Najczęściej występuje w adularze, ale uwidacznia się też w innych 
skaleniach potasowych (głównie w ortoklazie, sanidynie, mikroklinie); sporadycznie w niektórych plagioklazach: albicie i oligoklazie.
Okazy wykazujące to zjawisko są określane mianem kamieni księżycowych.